# Fjällgrynsnäcka
Fjällgrynsnäcka (Vertigo arctica) är en snäckart som först beskrevs av Wallenberg 1858.  Fjällgrynsnäcka ingår i släktet Vertigo, och familjen grynsnäckor. IUCN kategoriserar arten globalt som nära hotad. Arten är reproducerande i Sverige.

## Bildgalleri

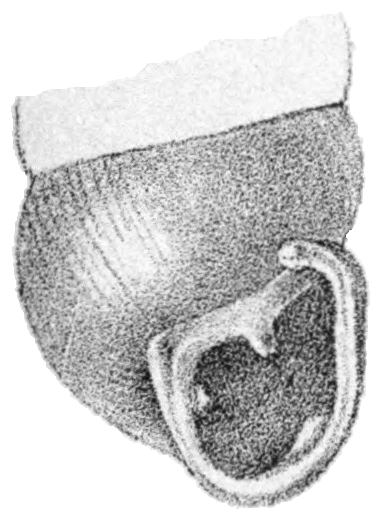